# 야망의 대륙
"야망의 대륙"은 1993년에 개봉한 대한민국의 영화이다.

## 캐스팅
- 장승화
- 호혜중
- 장서희
- 모사성
- 송금식
- 권성영
- 정호남
- 창산
- 윤석호
- 김이호
- 정두홍
- 박남연
- 이영욱 (특별출연)